# Víg Miklós
Víg Miklós, született Voglhut (Budapest, Erzsébetváros, 1898. július 11. – Budapest, 1944. december 19.) magyar kabaré- és jazz-énekes, színész, komikus, színházi titkár.

## Élete
Voglhut Vilmos (1867–1942) kereskedő és Spiegel Rozália (1870–1942) gyermekeként született zsidó családban. Bár színésziskolába járt, kabaréénekesként ért el nagyobb sikereket. Boross Géza tanítványa volt, tehetségét Gyárfás Dezső és Nyárai Antal fedezte fel. 1924-ben, amikor karrierje felívelőben volt, Vígre változtatta családnevét annak zsidó hangzása miatt. Első nagyobb sikerét a Teréz körúti Intim Kabaréban szólistaként érte el. Később gyakran lépett fel máshol is kabaréjelenetekkel, így a Budapesti Operettszínházban és a Budapest Orfeumban is. Bár sok felvételt készített, a legnagyobb népszerűségre a Rádió énekeseként tett szert. A Színházi Élet 1935-ben megjelent cikkében népszerű érzelmes dalok énekeseként írja le. Az 1920-as évektől a Magyar Színházban színházi titkárként dolgozott.
A Gramofon című zenei magazin szerint Víg Miklós tagja volt az első magyar zenészgenerációnak, akiknek hangját rögzítették. A Deutsche Gramophone lemezkiadónak ő volt tánczenében az első számú sztárja.

### Családja
A Víg családban több zenész is volt, köztük testvére, Víg György szaxofon- és klarinétművész, valamint unokaöccse, Tommy Vig jazz-zenész.
Másik unokaöccse dr. John R. Vig, aki 2009-ben az IEEE elnöke volt.

### Halála
A holokauszttól nem mentette meg, hogy egy katolikus nővel, Szőke Katóval kötött házasságot, illetve az sem, hogy kikeresztelkedett az evangélikus vallásra, és hogy nevét megváltoztatta. 1944. december 19-én a nyilasok többekkel együtt a Dunába lőtték.

## Diszkográfia
| Megjelenés ideje | Cím                                        | Kiadó   |
| 1929             | Akácvirág akácvirág                        | Polydor |
|                  | Délután mosogatás után                     | Polydor |
| 1929             | Egyszer voltam a bálban...                 | Polydor |
| 1938             | Én nem tudom már, hogy minek becézzelek... | Radiola |
| 1929             | Éppen csak a szivem fáj                    | Polydor |
| 1929             | Éva keringö                                | Polydor |
| 1929             | Gyöngyvirág                                | Polydor |
| 1938             | Hallod te ló...                            | Radiola |
|                  | Hogy is tudtam eddig élni nélküled         |         |
|                  | Illúzió a szerelem                         |         |
| 1929             | Jönnél te még...                           | Polydor |
| 1929             | Kadarka nóta                               | Polydor |
| 1929             | Konstantinápoly                            | Polydor |
| 1929             | Lesz-e párom már a nyáron?                 | Polydor |
| 1929             | Madridban                                  | Polydor |
| 1929             | Majd ha újra sírni tudsz...                | Ervé    |
| 1929             | Messze van a Mester ucca                   | Polydor |
| 1931             | Minden ugy lesz, ahogy te kivánod          | Polydor |
|                  | Minden veréb tudja                         | Polydor |
|                  | Mondd, nem kívánsz te túl sokat            |         |
| 1929             | Mostanában mind a bárban...                | Ervé    |
| 1929             | Nekem nem kell szerelem                    | Polydor |
|                  | Őszi Fekete fellegek                       |         |
| 1931             | Sose jön egy szebb                         | Polydor |
| 1931             | Szalmaszál a vízbe                         | Polydor |
| 1929             | Szép volt...                               | Polydor |
| 1929             | Szeresd a régi muzsikát                    | Polydor |
| 1929             | Szervusz                                   | Polydor |
|                  | Szibill levele                             |         |
| 1938             | Szombat vasárnap                           | Radiola |
| 1930             | Szomorú nyárfalevél                        | Polydor |
| 1929             | Tarka Lepkém                               | Polydor |
|                  | Tubicám                                    | Polydor |
|                  | Valamit a kis fülébe                       | Polydor |
| 1929             | Valami van magában...                      | Polydor |
| 1930             | A vén Tabánban                             | Polydor |
| 1929             | Vig Miklósnak jó kedve van                 | Polydor |
| 1929             | A Volga rabja (Ey uchnjem)...              | Polydor |

- Kemény Egon dalok:[11]
  - Kemény Egon – Harmath Imre: Hej, Kikelet ucca 3! (1929, foxtrott), Vig Miklós, Schachmeister Efim tánczenekara
  - Kemény Egon – Harmath Imre: Nekem nem kell szerelem (1929, slowfox), Vig Miklós, Schachmeister Efim tánczenekara
  - Kemény Egon – Harmath Imre: Konstantinápoly (1929, foxtrott), Vig Miklós, Schachmeister Efim tánczenekara
  - Kemény Egon – Harmath Imre: Feketeszemű kis párom (1929, blues), Vig Miklós, Schachmeister Efim tánczenekara
  - Kemény Egon – Harmath Imre: Pici piros, kicsi csókos szája (1929, slowfox), Vígh Miklós, Schachmeister Efim tánczenekara

## Fordítás
- Ez a szócikk részben vagy egészben  a   Miklós Vig című angol Wikipédia-szócikk ezen változatának fordításán alapul.  Az eredeti cikk szerkesztőit annak laptörténete sorolja fel. Ez a jelzés csupán a megfogalmazás eredetét és a szerzői jogokat jelzi, nem szolgál a cikkben szereplő információk forrásmegjelöléseként.